# Jerzy Gołko
Jerzy Gołko (ur. 25 stycznia 1913 w Łucku, zm. 25 kwietnia 2005 w Chicago) – podpułkownik dyplomowany pilot
Polskich Sił Powietrznych w Wielkiej Brytanii. Pilot 300 Dywizjonu Bombowego „Ziemi Mazowieckiej", dowódca 309 Dywizjonu Myśliwców Rozpoznawczych „Ziemi Czerwieńskiej”.

## Życiorys
Po ukończeniu korpusu kadetów nr 1 we Lwowie Jerzy Gołko był absolwentem IX Promocji Szkoły Podoficerów Lotnictwa w Dęblinie, po której ukończeniu w 1936 roku został przydzielony do 5 Pułku Lotniczego w Lidzie. W 1937 roku został odkomenderowany do Centrum Wyszkolenia Lotnictwa nr 1 na kurs instruktorów pilotażu na samolocie PZL P-23B Karaś, po którego ukończeniu przeniesiono go do 55 Samodzielnej Eskadry Bombowej, która wtedy przezbrajała się z samolotów Potez XXVII na Karasie. 
We wrześniu 1939 roku brał udział w ewakuacji samolotów RWD-8 ze składnicy MOB w Żyrzynie. Następnie 17 września przekroczył polską granicę i przez Rumunię, Jugosławię i Włochy dotarł do Francji, a w styczniu 1940 roku przybył do Wielkiej Brytanii. Odbył kurs pilotażu na stacji RAF Redhill, po czym został przeniesiony do 18 OTU (Operational Training Unit) z przydziałem do 300 Dywizjonu Bombowego. W locie bojowym  w nocy z 28 na 29 grudnia 1940 roku po wystartowaniu z bazy RAF Swinderby na samolocie Wellington R1035 dokonał bombardowania zbiorników paliw i rafinerii nafty w Antwerpii. Wracając po wykonaniu zadania bojowego samolot rozbił się podczas lądowania w bardzo trudnych warunkach atmosferycznych na własnym lotnisku. Był ciężko ranny, wraz z pozostałymi członkami załogi: Zygmuntem K. Szymańskim, Władysławem Graczykiem i Antonim Suczyńskim. Zginęli wtedy sierż. strzel. pokł. H. Węgrzyn i mjr pil. Kryński. Gołko przez ponad 2 miesiące przebywał w szpitalu.
Uczestniczył w wyprawach na cele w Kilonii, Bremie, Hamburgu i w Hawrze. W nocy z 23 na 24 marca 1941 roku brał udział w pierwszym polskim bombardowaniu Berlina. Nocą z 8 na 9 maja 1941 roku w swoim dziesiątym locie bombardował Hamburg i Bremę. W nocy z 29 na 30 czerwca 1941 roku bombowiec Wellington R 1640, pilotowany przez Jerzego Gołkę, został poważnie uszkodzony podczas bombardowania Bremy i wylądował na Morzu Północnym, 40 mil od Grimsby. Załoga została uratowana.
W kwietniu 1942 roku przeszedł miesięczne przeszkolenie myśliwskie w Army Cooperation Command w 41 Operational Training Unit na lotnisku w Old Sarum i Oatlands Hill (Hampshire).
W 1943 roku był dowódcą eskadry A w 309 Dywizjonie Myśliwców Rozpoznawczych „Ziemi Czerwieńskiej”, a od 3 kwietnia 1944 roku był jego dowódcą. W dniu 8 września 1944 roku przekazał dowodzenie nad dywizjonem nowemu dowódcy, kpt. pil. Antoniemu Głowackiemu, udając się 10 września na odpoczynek do południowej Anglii na lotnisko w Lasham do jednostki RAF, 84 Ground Service Unit (84 GSU — jednostka zajmująca się odbiorem samolotów z wytwórni, przystosowaniem ich do potrzeb poszczególnych dywizjonów i dostarczaniem na lotniska przyfrontowe). Po krótkim odpoczynku kpt. Gołko został na własną prośbę skierowany do pracy bojowej do brytyjskiego 35 skrzydła rozpoznawczego, wchodzącego w skład 2 Armii Lotnictwa Taktycznego. Wykonywał loty rozpoznania różnych celów nieprzyjacielskich, latając w 268 Dywizjonie Rozpoznania Taktycznego RAF.
W dniach od 17 września 1945 do 7 kwietnia 1946 roku odbył VII kurs Wyższej Szkoły Lotniczej. Później był zatrudniony w Polish Air Force Staff College w Weston-super-Mare jako „air reconnaissance assistant”. Jednocześnie ukończył tę szkołę.
Po zakończeniu działań wojennych, w 1951 roku wyjechał z żoną i synem do USA, gdzie pracował w Sears Holdings.

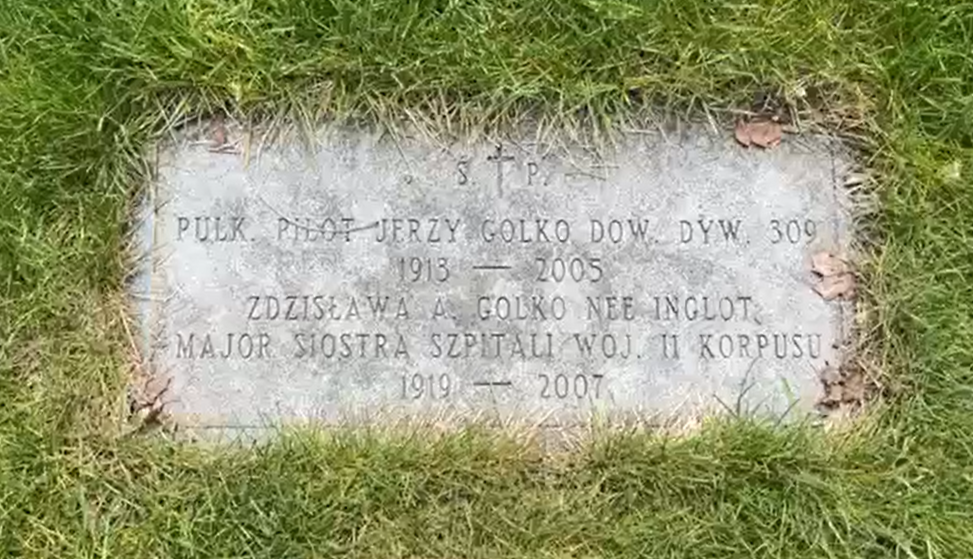
Grób Jerzego i Zdzisławy Gołków na cmentarzu Maryhill w Niles w aglomeracji Chicago

## Awanse
- podporucznik – przed wrześniem 1938
- porucznik – przed grudniem 1940
- kapitan – przed kwietniem 1942
- major – po kwietniu 1946
- podpułkownik –

## Odznaczenia
- Krzyż Kawalerski Orderu Odrodzenia Polski
- Krzyż Walecznych – czterokrotnie
- Medal Lotniczy – trzykrotnie[10]

## Życie prywatne
Jerzy Gołko był synem Albina Konstantego i Elżbiety z domu Piszel (Pisel). Ożenił się 18 lipca 1944 roku w Casamassima (Włochy) ze Zdzisławą Inglot, z którą miał dwóch synów: Andrew (1945–2011) i Janusza (Johna) (ur. w 1952 roku).
Został pochowany, wraz z żoną, na cmentarzu Maryhill w Niles.